# Ах'я (миза)

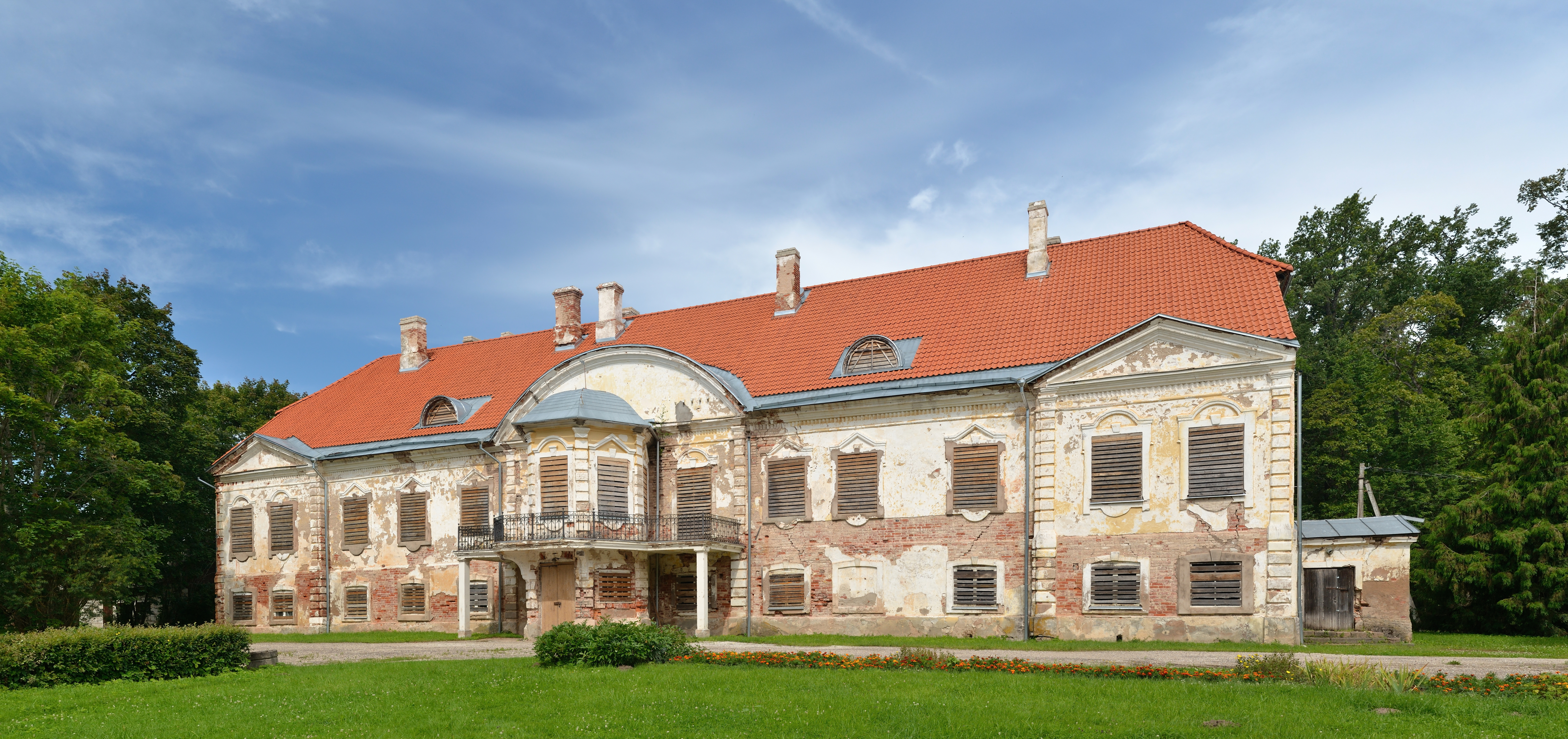
Миза Ахья

Миза Ах'я (ест. Ahja, нім. Aya). Миза, вперше згадана у 1553 році, у польській час належала Каверам, а у шведський — родині Оксенст'єрнів. У 1716 році Петро І подарував мизу вдові пастора Ернста Глюка, у родині котрого виросла майбутня імператриця Катерина.
1740 року власником мизи став Франсуа Гільмо де Вільбуа, який звів панський будинок в стилі бароко, який зберігся до наших днів. Будинок з напіввальвовим дахом, зведений 1749 року, був як на той час одним із найрозкішніших в Естонії. Проєкт був створений ймовірно у майстерні Франческо Бартоломео Растреллі, що проєктував як і петербурзький Зимовий палац, так і курляндські герцогські замки у Мітаві (Єлгаві) та Рундале на території нинішньої Латвії. Центральний ризоліт будинку прикрашено дугоподібним фронтоном, а на бокових ризалітах — пласкі трикутні фронтони. Збереглася також частина інтер'єру в стилі бароко. Багатий декор фасаду і багатокутна прибудова типу еркера належать до початку XX століття.
У 1766 році миза перейшла у володіння фон Ліпгартів, а пізніше — фон Кнорингів та фон Льовіс оф Менарів. Від 1819 року до експропріації у 1919 році миза перебувала у власності фон Браші. У 1929—1997 роках в будинку містилася школа. Збереглися деякі підручні будівлі, а також гарний парк зі ставком.